# Troyes-3 (tổng)
Tổng Troyes-3 là một tổng của Pháp nằm ở tỉnh Aube trong vùng Grand Est.

## Địa lý
Tổng này được tổ chức xung quanh Troyes ở quận Troyes. 

## Hành chính
| Giai đoạn | Ủy viên             | Đảng | Tư cách |
| --------- | ------------------- | ---- | ------- |
| 2004-2010 | Elisabeth Philippon | UMP  |         |

## Các đơn vị hành chính
| Xã     | Dân số     | Mã bưu chính | Mã insee |
| ------ | ---------- | ------------ | -------- |
| Troyes | 60 958 (1) | 10000        | 10387    |

(1) một phần xã.